# FE-10
FE-10 (w skrócie z hiszpańskiego: Férreo Español 2010 ) to model elektrycznych zespołów trakcyjnych ze stalowymi kołami, używanych w metrze w Meksyku od 2012 roku i obecnie obsługujący linię 12. 

## Koncepcja
W 2009 roku, gdy linia 12 metra w Meksyku była jeszcze w budowie, hiszpański Construcciones y Auxiliar de Ferrocarriles (CAF) otrzymał kontrakt na dostawę 30 pociągów składających się z siedmiu wagonów każdy do obsługi linii 12 za przybliżoną kwotę 1 miliarda euro.
CAF wcześniej dostarczała pociągi NE-92 i NM-02 wykorzystywane w metrze w Meksyku.

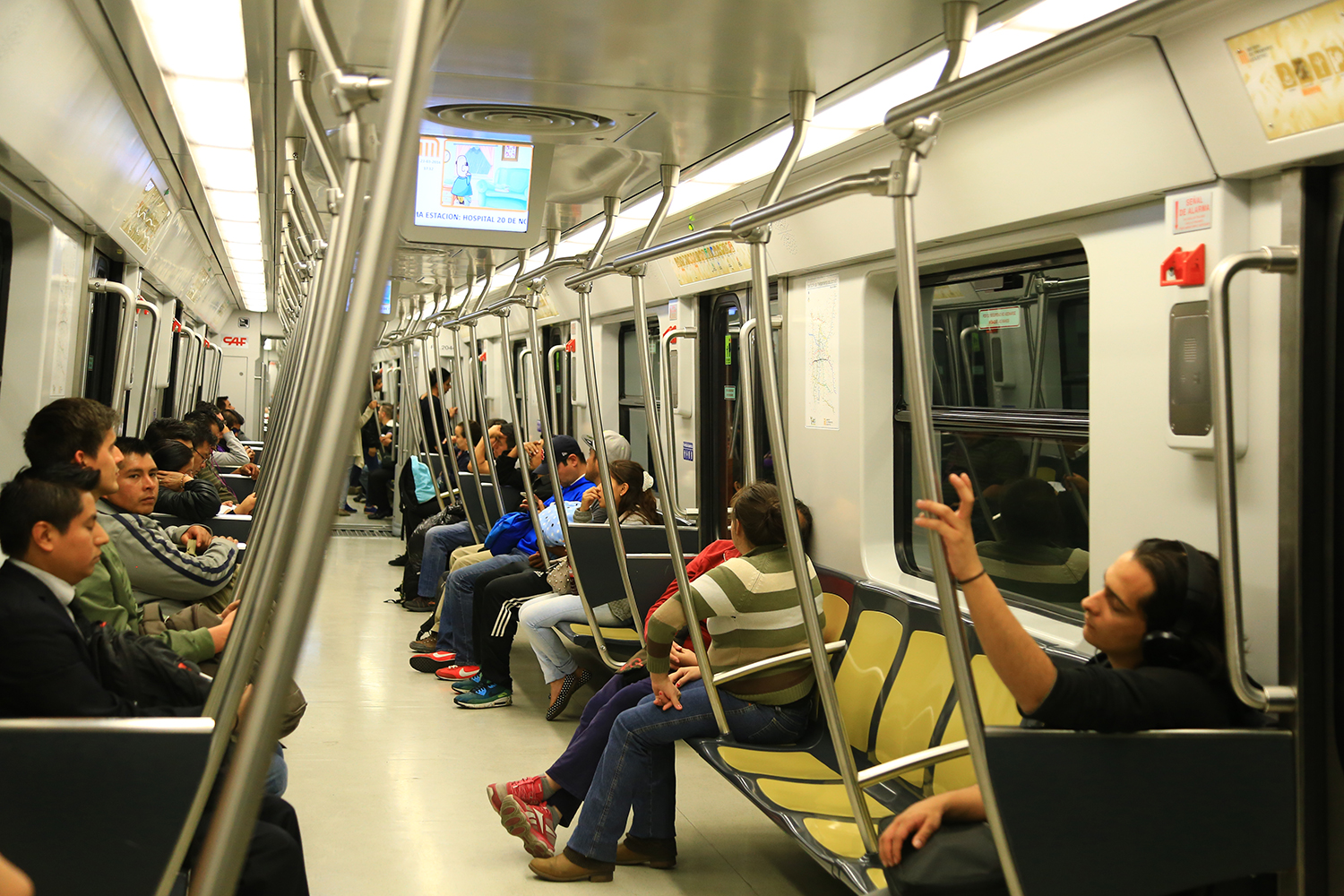
Wnętrze wagonu FE-10

## Opis
FE-10 obsługuje obecnie tylko linię 12. Każdy skład wyposażony jest w system kontroli i monitoringu pojazdu, system automatycznego prowadzenia pociągu ATP-ATO, systemy informacji pasażerskiej i wyświetlacze, CCTV oraz systemy wentylacji kabiny maszynisty i przedziałów pasażerskich. 
Całkowita długość pociągu wynosi 141 m (462,6 ft).  
W 2015 roku Technischer Überwachungsverein zalecił STC wymianę pociągów ze względu na problemy z certyfikacją, które wpływają głównie na nadmierne zużycie stalowych kół i szyn. 

## Specyfikacja techniczna
- Długość pociągu:140,27 m (460,2 ft)[1]
- Całkowita szerokość:2,400 m (7,87 ft)
- Wysokość wagonu nad powierzchnią toczną:3,485 m (11,43 ft)
- Wysokość podłogi nad powierzchnią bieżni: 1,180 m (46,46 cal)
- Masa w stanie gotowym do jazdy: 126,4 tony
- Maksymalna pojemność (przy sześciu podróżnych / m²): 1471[1] pasażerów
- Składane siedzenia dostępne poza godzinami szczytu: 146
- Maksymalna prędkość: 90 km/h (55,92 mi/h)[1]
- Maksymalna moc: 4065 kW (5527 KM)
- Średnie przyspieszenie 1,2m/s2
- Maksymalne hamowanie w normalnym stanie: 2m/s2

## Nazwy pociągów
Spośród 30 eksploatowanych pociągów, dziewięć z nich zostało nazwanych na cześć kilku wybitnych meksykańskich ludzi z XX wieku. 
| # | Nazwa                              | Data nadania imienia |
| - | ---------------------------------- | -------------------- |
| 1 | inż. Cuauhtémoc Cárdenas Solórzano | 15 marca 2012 r      |
| 2 | Rosario Ibarra de Piedra (†)       | 12 czerwca 2012 r    |
| 3 | Elena Poniatowska                  | 19 czerwca 2012 r    |
| 4 | Dr Mario Molina Premio Nobel (†)   | 29 czerwca 2012 r    |
| 5 | Antonio Enríquez Savignac (†)      | 19 lipca 2012 r      |
| 6 | Ark. Teodoro González de León (†)  | 22 sierpnia 2012 r   |
| 7 | Ark. Ricardo Legorreta (†)         | 25 września 2012 r   |
| 8 | Carlos Fuentes (†)                 | 21 listopada 2012 r  |
| 9 | Valentín Campa Salazar (†)         | 14 lutego 2013 r     |